# Touken Ranbu
Touken Ranbu (刀剣乱舞, "Dança Selvagem das Espadas") é um jogo para navegadores free-to-play de cartas colecionáveis desenvolvido por Nitroplus e DMM Games, disponível apenas no Japão desde 2015. O jogo será adaptado em duas séries de anime.

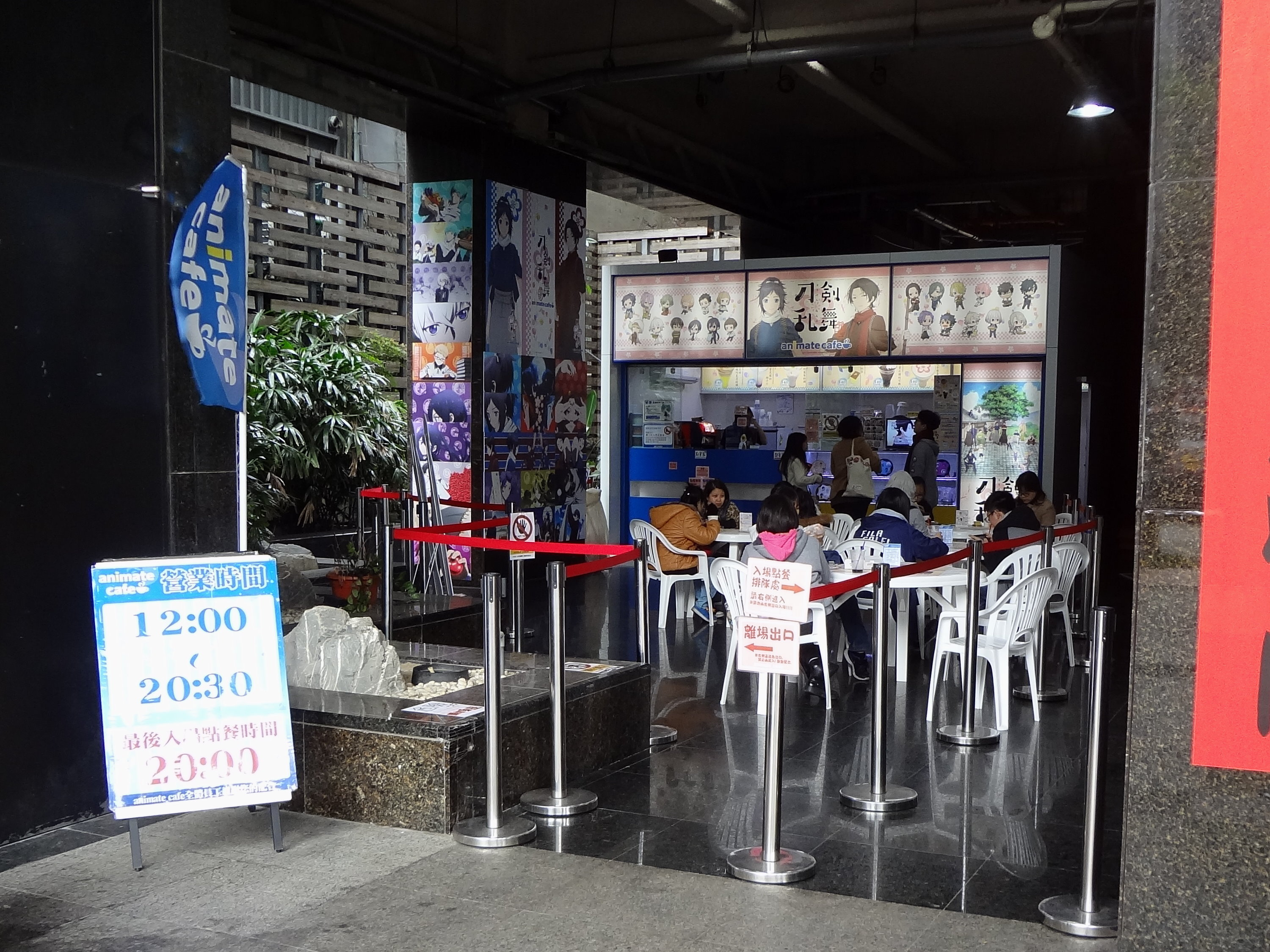
Touken Ranbu

Os jogadores assumem o papel de um sábio erro em {{japonês}}: Texto em japonês ou romaji necessário (ajuda), que viaja ao passado para derrotar as forças do mal, e tem a capacidade de animar espadas lendárias, que são retratadas como jovens atraentes. Touken Ranbu, é, essencialmente, um "clone" protagonizado por garotos do jogo Kantai Collection, também desenvolvido pela DMM, que antropomorfiza navios de guerra históricos como jovens garotas. O combate é amplamente automatizado, com um percurso predominantemente dependente de gestão e coleta de recursos.

Touken Ranbu rapidamente se tornou muito popular no Japão, particularmente entre mulheres jovens, e teve mais de um milhão de jogadores registrados a partir de junho de 2015. Ao jogo foi atribuída a aceleração da tendência cultural japonesa de Predefinição:Nigongo - mulheres que se interessam e posam com espadas japonesas históricas. Essa tendência começou alguns anos antes com o videogame Sengoku Basara, o qual fez das fãs de katanas uma parte distinta da subcultura das mulheres aficionadas por História (Reki-Jo). A popularidade de Touken Ranbu foi de tal dimensão que uma revista publicou um artigo com séries de exercícios baseados em técnicas de lutas de espadas do jogo, e a exposição de figuras de ação Tokyo Wonder Festival em 2015 foi descrita como "completamente dominada por belos espadachins".

## Anime
O jogo terá duas adaptações para anime. O primeiro será uma série de televisão produzida por Doga Kobo, programada para ser transmitida em Outubro de 2016. A série será dirigida por Takashi Naoya e escrita por Pierre Sugiura, com o design de personagens feito por Junichiro Taniguchi. A segunda adaptação será produzida por Ufotable e está programada para ser exibida em 2017.